# Вуд, Александр (врач)
Александр Вуд (англ. Alexander Wood, 10 декабря 1817 — 26 февраля 1884) — шотландский врач, один из изобретателей шприца для подкожных инъекций.

## Биография
Александр Вуд родился в Шотландии в деревне Купар, область Файф, его родителями были доктор Джеймс Вуд и Мэри Вуд, приходившаяся Джеймсу кузиной. Получил образование в школе Edinburgh Academy и Эдинбургском университете.
В 1853 году Вуд, независимо от французского хирурга Ш.-Г. Праваса изобрёл шприц для подкожных инъекций, конструкция которого включала собственно шприц и полую иглу. Шурин и биограф Вуда Томас Браун отмечал, что в основу конструкции шприца Вуд положил устройство пчелиного жала. Браун также писал: «На первый взгляд, этот новый метод подкожных инъекций был использован исключительно для введения морфия и препаратов опиума, но важно отметить, что с самого начала доктор Вуд указал на гораздо более широкое его применение». Браун цитирует работу Вуда 1855 года, в которой последний отмечает: «По всей вероятности, то, что будет установлено в отношении наркотиков, в равной степени верно и в отношении других классов средств».

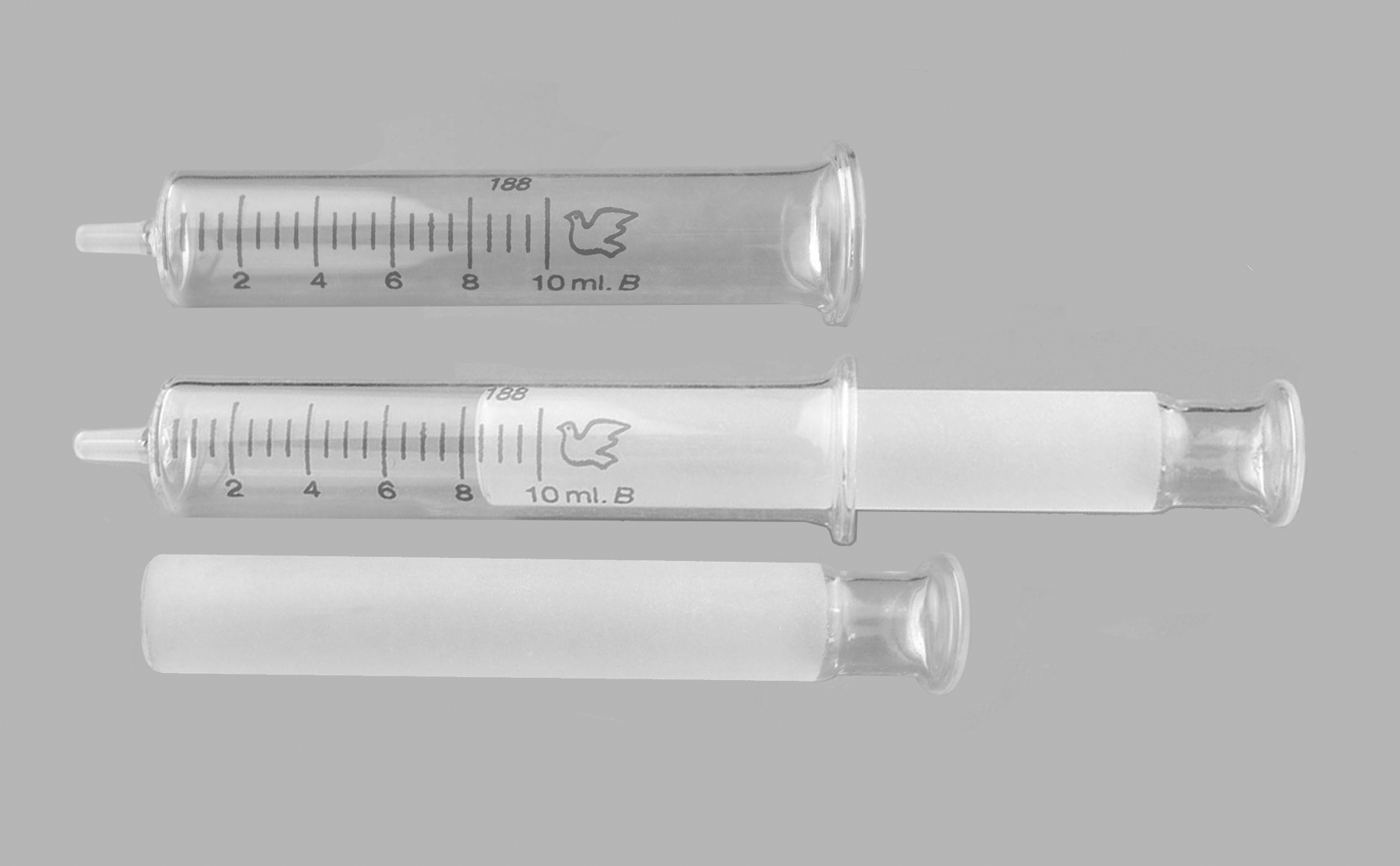
Современный шприц изготовлен полностью из стекла, по сути, идентичного Вуду, за исключением объемной маркировки.

Александр Вуд был избран президентом Королевского колледжа врачей Эдинбурга в 1858 году.
Ходили слухи, что жена Вуда, Ребекка Месси, была первым наркоманом-морфинистом, осуществлявшим внутривенные инъекции с помощью изобретения мужа и умерла от передозировки. Это опроверг Ричард Дэвенпорт-Хайнс, отметивший в своей публикации: «это миф: она пережила его [Александра], и прожила до 1894 года».
Александр Вуд похоронен вместе со своей женой на кладбище Дин в Эдинбурге. На надгробии дата смерти его жены указана как 6 февраля 1895 года.